# Fábio China
Fábio Diogo Agrela Ferreira, noto semplicemente come Fábio China (Funchal, 7 luglio 1992), è un calciatore portoghese, difensore del Camacha.

## Caratteristiche tecniche
È un terzino sinistro.

## Carriera
Ha giocato nella prima divisione portoghese con il Marítimo.